# Ulrich Mees
Ulrich Mees (* 1943) ist ein deutscher Psychologe und emeritierter Professor am Department of Psychology der Carl-von-Ossietzky-Universität Oldenburg.

## Leben
Er studierte Psychologie an der Eberhard Karls Universität Tübingen und legte 1968 hier sein Diplom ab. 1972 erfolgte seine Promotion ebenfalls in Tübingen. Dann ging er als Assistenzprofessor an die Freien Universität Berlin. 1978 habilitierte er sich hier am Fachbereich Erziehungswissenschaft und Psychologie. Im gleichen Jahr erfolgte seine Erstberufung auf eine Professur für Allgemeine Psychologie am Institut für Psychologie der Carl-von-Ossietzky-Universität Oldenburg. Hier blieb er 30 Jahre lang bis zu seiner Emeritierung im Jahre 2008.

## Werk
In seinen frühen akademischen Jahren hat er sich mit den Themen der Verhaltensbeobachtung und Verhaltensmodifikation bei Schülern auseinandergesetzt. In seiner Oldenburger Zeit widmete er sich vorwiegend der Emotionspsychologie. Die Gegenstände seiner Arbeiten waren weit gespannt und reichen von Aggression und Gewalt bis hin zu Strukturanalysen von Emotionen. In diesem Bereich hat er mit Annette Schmitt das Zweidimensionale Modell metatelischer Orientierungen (ZMMO) entwickelt. Diese Motivationstheorie geht von der Annahme aus, dass Emotionen die eigentlichen Gründe für menschliches Handeln sind. Das zweidimensionale Modell metatelischer Orientierungen postuliert eine hedonistische Motiviertheit des Handelns: Die Gründe für Handlungen bestehen entweder in der direkten bzw. indirekten Annäherung an positive Emotionen und/oder in der direkten bzw. indirekten Vermeidung negativer Emotionen. Während mit telischer Orientierung die bevorzugte intentionale Ausrichtung einer Person auf eine bestimmte Klasse äquivalenter Handlungsziele (z. B. Leistung oder Partnerschaft) gemeint ist, wird mit metatelischer Orientierung die Bevorzugung bestimmter Klassen von emotionalen Gründen für das Handeln der Person bezeichnet. Aus der Kombination der beiden Dimensionen Annäherung – Vermeidung sowie direkt – indirekt ergeben sich dann vier metatelische Orientierungen bzw. Klassen emotionaler Handlungsgründe.
In seinen späteren Jahren hat er sich mit dem Thema Liebe und Partnerschaft auseinandergesetzt. In seinen empirischen Studien fand er u. a. heraus, dass vom Partner mehr erwartet wird, als man selbst zu zeigen bereit ist. Das gilt für Frauen wie Männer gleichermaßen. Zudem stellt er fest, dass die Überschwänglichkeit der ersten Verliebtheit meist nicht anhält. Sobald aus Verliebtheit Liebe geworden ist, wachsen aber echtes Vertrauen, Offenheit und Verantwortungsgefühle dem Partner gegenüber.

## Ehrungen/Positionen
- Dekan im Fachbereich 5 Philosophie, Psychologie, Sportwissenschaft und Direktor des Instituts für Psychologie an der Carl-von-Ossietzky-Universität Oldenburg
- Akademiejahr der Volkswagenstiftung

## Publikationen (Auswahl)
Monografien
- Mit Herbert Selg; Detlef Berg: Psychologie der Aggressivität (2., überarb. Aufl.). Hogrefe, Verl. für Psychologie, Göttingen 1997, ISBN 978-3-8017-1019-4.
- Liebe ist nicht nur umfassender, sondern auch intensiver als Freundschaft. Eine empirische Gegenüberstellung von (gleichgeschlechtlicher) Freundschaft mit (gegengeschlechtlicher) Partnerliebe.  Institut zur Erforschung von Mensch-Umwelt-Beziehungen, Oldenburg 1997.
- Die Struktur der Emotionen. Hogrefe Verlag, Göttingen 1991, ISBN 978-3-8017-0429-2.
- Mit Uwe Laucken: Logographie, alltäglichen Lebens: Leid, Schuld und Recht in Beschwerdebriefen über Lärm. Holzberg, Oldenburg 1987, ISBN 978-3-8735-8287-3.
- Vorausurteil und aggressives Verhalten. Eine experimentelle Untersuchung von Beziehungen zwischen Urteilen über Völker und aggressivem Verhalten gegenüber Angehörigen dieser Völker. Klett Verlag, Stuttgart 1974, ISBN 978-3-12-925990-0 (Zugleich Diss. an der Universität Tübingen).

Herausgeberschaften
- Mit Annette Schmitt: Ziele und emotionale Gründe des Handelns: Studien zum zweidimensionalen Modell metatelischer Orientierungen. Lit Verlag, Wien 2008, ISBN 978-3-8258-1041-2.
- Mit Annette Schmitt: Emotions-Psychologie: theoretische Analysen und empirische Untersuchungen. BIS Verlag, Oldenburg 2003, ISBN 978-3-8142-0861-9.
- Psychologie des Ärgers. Hogrefe Verlag, Göttingen 1992, ISBN 978-3-8017-0389-9.
- Beobachtung, Interaktionsanalyse und Modifikation aggressiven Kindverhaltens.  Bibliotheks- und Informationssystem der Universität Oldenburg, Oldenburg 1988, ISBN 978-3-8142-0266-2.
- Verhaltensbeobachtung und Verhaltensmodifikation. Anwendungsmöglichkeiten im pädagogischen Bereich. Klett Verlag, Stuttgart 1977, ISBN 978-3-12-924560-6.

Zeitschriftenartikel/Buchbeiträge
- Das Intensitätsindikatorenmodell von Liebe und Verliebtheit. In: Psychologie in Österreich, 2018, 5, S. 392–398.
- Liebe und Ekstase. In: T. Passie; W. Belschner; E. Petrow (Hrsg.): Ekstasen: Kontexte - Formen - Wirkungen (S. 385–394). Ergon-Verlag, Würzburg 2013.
- Echt cool? In: Psychologie Heute, 2012, 39 (6), S. 32–37.
- Mit C. Wulf: Typical intensity indicators for romantic love and being in love. In: Emotion Researcher, 2011, 26 (2), S. 7–9.
- Mit Annette Schmitt: Trauer. In V. Brandstätter; J. H. Otto (Hrsg.): Handbuch der Allgemeinen Psychologie - Motivation und Emotion (S. 633–643). Hogrefe, Göttingen 2009.
- Mit C. Wulf: Liebe und Verliebtsein. In V. Brandstätter: J. H. Otto (Hrsg.): Handbuch der Allgemeinen Psychologie - Motivation und Emotion (S. 596–604). Hogrefe, Göttingen 2009
- Mit Annette Schmitt: Goals of action and emotional reasons for action. A modern version of the theory of ultimate psychological hedonism. In: Journal for the Theory of Social Behaviour, 2008, 38 (2), S. 157–178.
- Mit S. Deutscher: TEMEO-R. Fragebogen zur Erfassung telischer und metatelischer Orientierungen in revidierter Form. In: Leibniz-Institut für Psychologie (ZPID) (Hrsg.), 2012, Open Test Archive. Trier: ZPID.
- Mit Annette Schmitt; Uwe Laucken: Logographische Analyse sozial prozessierender Texte. In: Forum Qualitative Sozialforschung, 2001, 2(1).